# یوکی تاناکا
یوکی تاناکا (ژاپنی: 田中 雄輝؛ زادهٔ ۳۰ دسامبر ۱۹۹۵) یک بازیکن فوتبال اهل ژاپن است.
از باشگاه‌هایی که در آن بازی کرده‌است می‌توان به باشگاه فوتبال فاگیانو اوکایاما اشاره کرد.